# Tufo vulcânico

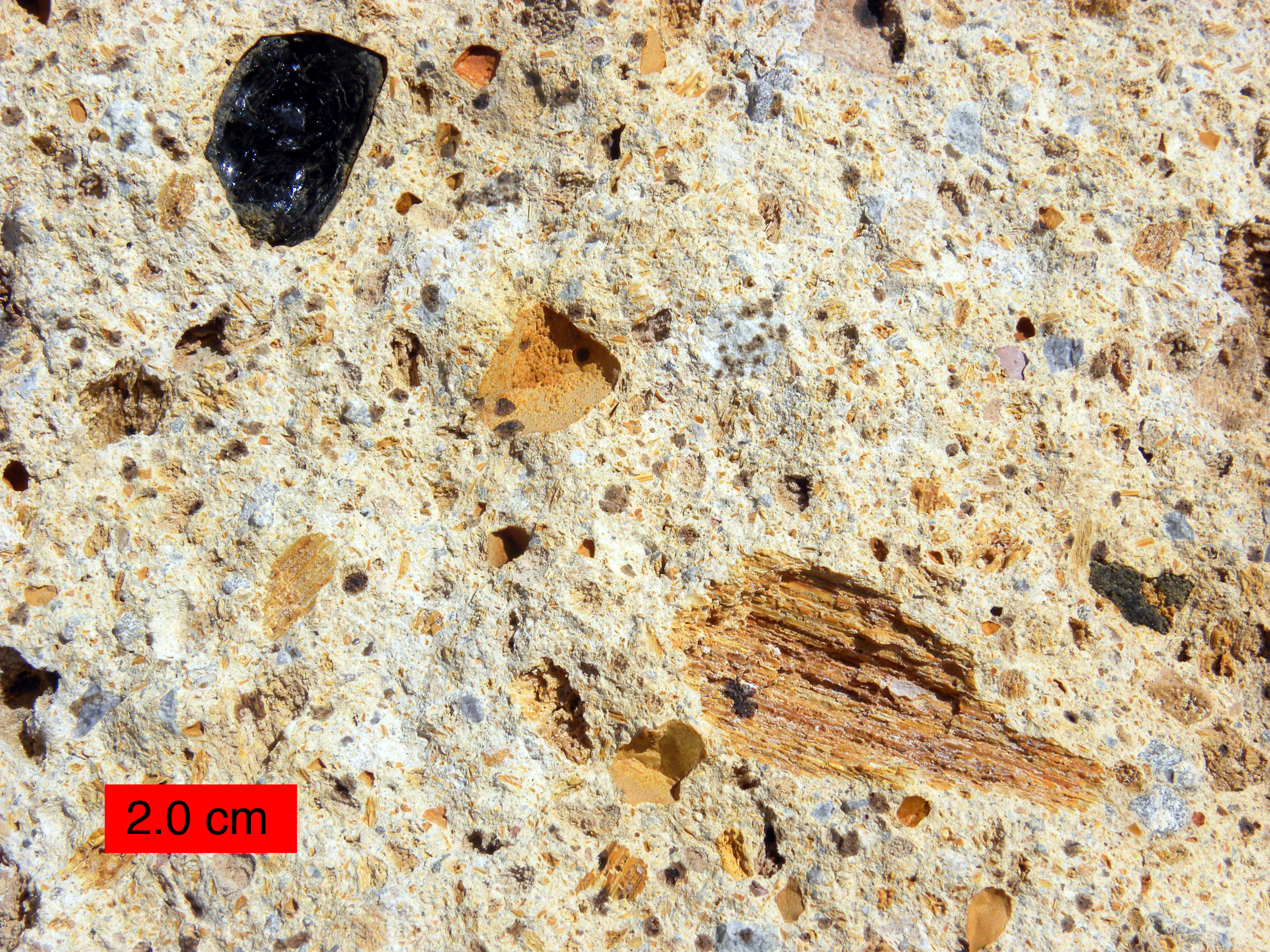
18.5 Ma.

Tufo é designação comum dada a um vasto conjunto de rochas caracterizadas pela sua baixa densidade, reduzida consistência intergranular que se traduz na presença de grãos (ou partículas de qualquer natureza) facilmente desagregáveis. 

## Tipos de tufo
Os tufos podem ser de dois tipos: tufo calcário e tufo vulcânico.

### Tufo calcário
O tufo calcário é uma rocha esbranquiçada originada a partir de sedimentos em água doce ou água subterrânea percolante, cujo depósito de carbonato de cálcio incorpora plantas e conchas ao longo do tempo. O travertino é um tipo mais compacto do tufo calcário.

### Tufo vulcânico
Os tufos vulcanicos são rochas piroclásticas originadas da consolidação de detritos vulcânicos. Seus componentes possuem diâmetro inferior a 4 mm. A maioria possui de 0,062 a 2 mm. Quanto à composição dos fragmentos, podem ser de três tipos:
- Tufo vulcânico cristalino — O tufo vulcânico cristalino possui em sua composição mais de 75% de cristais vulcânicos e fragmentos de cristais ejetados.
- Tufo vulcânico lítico — No tufo vulcânico lítico predominam fragmentos de rochas cristalinas geradas do resfriamento rápido dos materiais vulcânicos.
- Tufo vulcânico vítreo — Mais de 75% da composição do tufo vulcânico vítreo é constituída por cinza vulcânica endurecida.